# Ikorn
Ikorn (gammalt ord för ekorre ) var en svensk adelsätt, adlad 1582, introducerad på Sveriges Riddarhus 1625 och utdöd 1650.
Alf Eriksson till Norsa (nu Rosersberg) i Norrsunda socken, Stockholms län) adlades 1582 av Johan III. Fängslades vid riksdagen 1597 i Arboga 20 februari 1597.
1. Brita, död 1616 i Viby i barnsäng. Gift med häradshövdingen Tyke Larsson, adlad Gyllencreutz.
2. Margareta, (1584-1652). Gift 1611 med amiralen Johan Bagge af Boo.
3. Erik Alfsson Ikorn gift med Ingeborg Thott af Skebo.
  1. Anna, till Berga i Ununge socken, gift med översten Christer Svinhufvud af Qvalstad.
  2. Beata, till Torsätra. Gift 1) med Johan Stensson Böllja, gift 2) med majoren Johan Duse, adlad Dusensköld och gift 3) 1659 med sin systers styvson Christer Svinhufvud af Qvalstad.
  3. Johan, till Torsätra och Berga. Född 1626-09-14 på Torsätra. Hovjunkare hos riksrådet, greve Erik Oxenstierna. Utlockades på Beckholmen vid Stockholm och blev på Beckholmen förrädligen ihjälstucken 1650-08-02 av kunglig hovjunkaren Erik von Saltzen, som därför blev den 30 påföljande augusti dömd till döden och sedermera avrättad. Med denne Ikorn, som var ogift och begrovs i Norrsunda kyrka, varest hans vapen uppsattes, utgick ätten på svärdssidan.
  4. Elin, död före 1661. Gift med Julius Richard de la Chapelle, naturaliserad de la Chapelle.
  5. Brita Ikorn, gift med Bertil Staffansson Hjulhammar (död 1643), ryttmästare vid Upplands regemente.
4. Beata